# Willem de Kooning
Willem de Kooning (Rotterdam, 24 aprile 1904 – New York, 19 marzo 1997) è stato un pittore e scultore statunitense d'origine olandese.

## Biografia
Incomincia la sua carriera in età infantile come apprendista presso una bottega di pittori a Rotterdam. A Rotterdam frequenta l'Accademia di belle arti e quindi completa la sua formazione culturale presso scuole d'arte ad Anversa ed a Bruxelles. Dal 1926 si trasferisce negli Stati Uniti e durante i tremendi anni di crisi economica realizza affreschi su commissione del WPA Federal Art Project. Durante la seconda guerra mondiale entra a far parte del gruppo di artisti astratti, formatosi attorno ai numerosi pittori europei emigranti. Il 9 dicembre 1943 sposò l'artista Elaine Marie Catherine Fried, in seguito nota come Elaine de Kooning. Nel 1948 con la sua prima personale alla Egan Gallery si afferma come uno degli esponenti più in vista dell'espressionismo astratto.
Dalle Fiandre, senza trascurare le sue origini olandesi, trae quelle caratteristiche comuni a Vincent van Gogh, Kees van Dongen e James Ensor di quel senso d'angoscia insito nella vita e alla necessità di esprimerlo. Le sue primissime opere sono di matrice realista, ma il suo linguaggio artistico matura nell'ambito dell'espressionismo astratto divenendone uno dei più significativi rappresentanti. Le sue tele sono la rappresentazione di una visione deformante e violenta che astrae la realtà esteriore. L'adesione ad una matrice realista è comunque riscontrabile anche in quelle opere dove l'informale appare assoluto.
Nel 1947 svolge la sua prima mostra personale presso la Egan Gallery, riscuotendo un buon successo. La sua fama però è soprattutto dovuta alle sue esibizioni effettuate alla Sydney Janis Gallery culminate con la mostra sulle Donne del 1953. Tre anni dopo propone i suoi lavori alla Biennale di Venezia. Nel 1957, dopo anni di matrimonio tumultuoso, fatto di tradimenti e problemi con l'alcolismo, i due coniugi si separarono, pur non chiedendo il divorzio.
L'artista sembra ricercare punti fermi anche quando le linee caotiche e violente tendono a smarrire ogni definizione della struttura, nascono nuovi equilibri di rapporti e armonie di ritmo, costanti attraverso le quali recupera la forma e le attribuisce nuovi valori. A questa visione carica di contraddizioni appartiene la serie delle immagini femminili degli anni cinquanta e sessanta, di drammatica e crudele realtà, tema costante dell'artista.
Successivamente la moglie, con la quale nel frattempo si era ricongiunto, convinse il marito a smettere definitivamente di bere e a frequentare i gruppi degli alcolisti anonimi insieme. Negli ultimi anni di vita gli fu diagnosticata la malattia di Alzheimer. I critici d'arte discutono ancora oggi su come debbano essere valutate le sue opere dagli anni ottanta in poi, a causa della sua malattia e di uno stile di vita dedito all'alcool. I suoi ultimi lavori evidenziano un nuovo gusto pittorico complesso e articolato, contraddistinto da giustapposizioni cromatiche e da giochi e ricerche grafiche.
A settembre 2015 il suo dipinto Interchange ha guadagnato il primato dell'opera d'arte venduta a più caro prezzo, per un valore di 300 milioni di dollari. È stato battuto il 15 novembre 2017 dal Salvator mundi attribuito a Leonardo da Vinci, venduto all'asta di Christie's a New York per 450 milioni di dollari.

## Documentari
- Documentario - A Glimpse of De Kooning di Robert Snyder (1961)
- Documentario - De Kooning on de Kooning di Charlotte Zwerin (1982)
- Documentario - Omnibus - episodio The Greatest Living Painter: De Kooning di Anand Tucker (1995)
- Documentario - Willem De Kooning: Artist di Robert Snyder (1995)